# Saint-Priest (Ardèche)
Saint-Priest (okzitanisch: Sant-Priest) ist eine französische Gemeinde mit 1.337 Einwohnern (Stand: 1. Januar 2022) im Département Ardèche in der Region Auvergne-Rhône-Alpes; sie gehört zum Arrondissement Privas und zum Kanton Privas. Die Bewohner werden Saint-Priéroux genannt.

## Geographie
Saint-Priest liegt etwa 15 Kilometer nordöstlich von Aubenas am Ouvèze. Umgeben wird Saint-Priest von den Nachbargemeinden Pourchères im Norden und Nordwesten, Veyras im Norden, Privas im Osten und Nordosten, Freyssenet im Süden, Saint-Laurent-sous-Coiron im Südwesten, Saint-Étienne-de-Boulogne im Westen und Südwesten sowie Gourdon im Westen und Nordwesten.

## Bevölkerungsentwicklung
| Jahr                       | 1962 | 1968 | 1975 | 1982 | 1990 | 1999 | 2006 | 2013 |
| Einwohner                  | 481  | 486  | 550  | 749  | 968  | 1107 | 1194 | 1265 |
| Quellen: Cassini und INSEE |      |      |      |      |      |      |      |      |

## Sehenswürdigkeiten

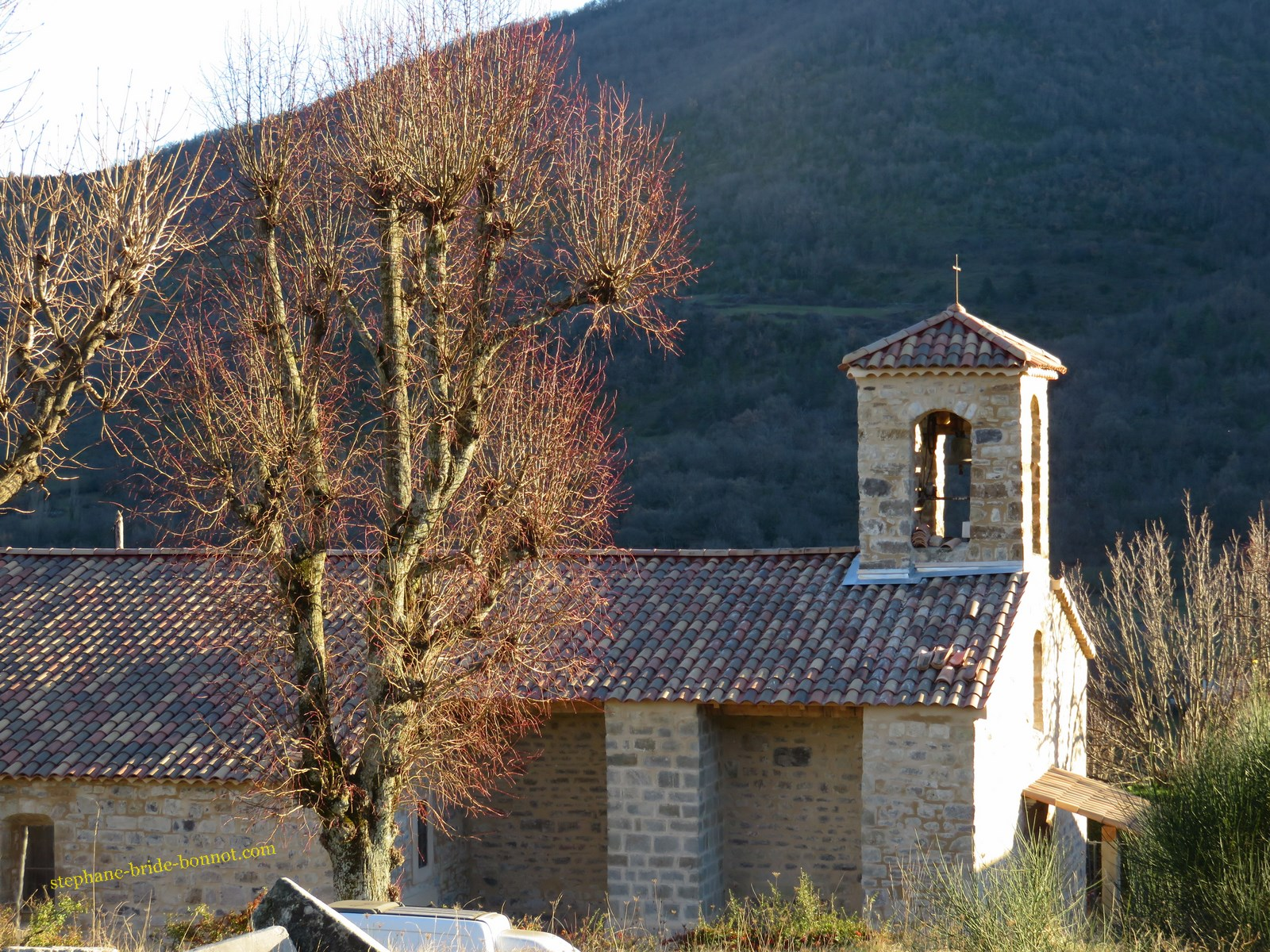
Kirche von Saint-Priest
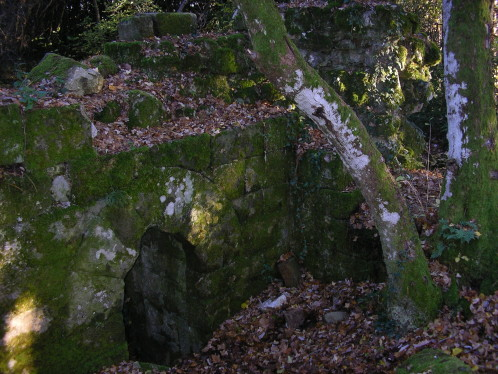
Ruinen des Klosters Saint-Michel
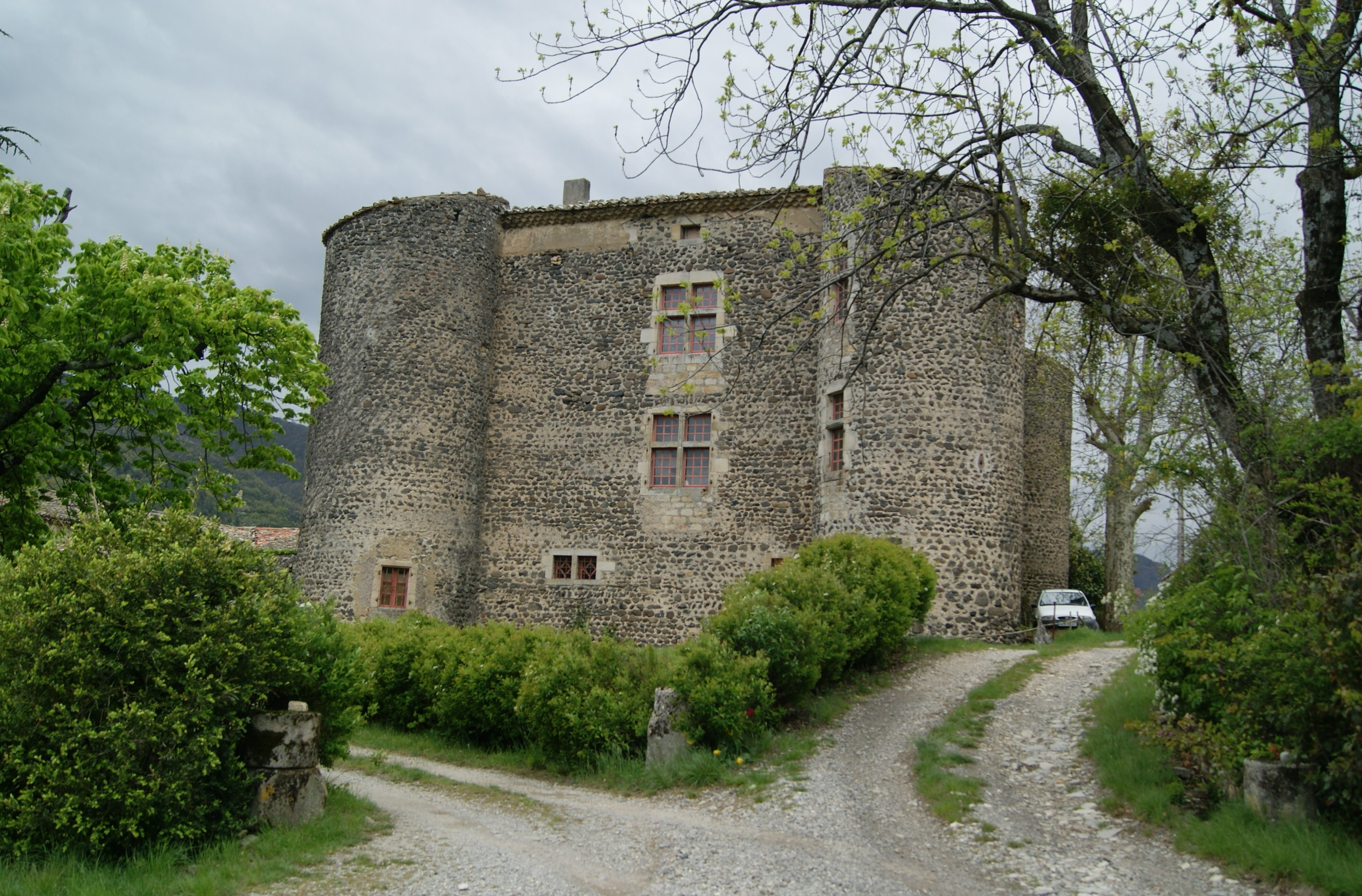
Burg Entrevaux

- Kirche von Saint-Priest
- Klosterruinen Saint-Michel
- Burg Entrevaux